# Станція Чистякове
Станція Чистякове — колишній район міста Чистякового, з'явився не пізніше 1937 року в західній частині сучасного міста з території приєднаного 4 січня 1933 року до Чистяківської міської ради селища залізничної станції Чистякове. Пізніше до селища приєдналася територія селища шахти № 20 (довоєнна чисельність будинків близько 113) та шахти № 9 (будинків — 385), причому останнє в складі об'єднаного селища шахт № 9 та № 10 (зараз носить назву селище Об'єднане міста Чистякового).
На території району знаходились: шахти № 9, 10, 20, клуб імені Пушкіна, школа № 6. Пізніше в районі Станції Чистякове з'явилися школи № 6 та 25.
Райони міста Чистякове були ліквідовані 21 січня 1959 року.